# Caladenia leptoclavia
Caladenia leptoclavia é uma espécie de orquídea, família Orchidaceae, de New South Wales, na Austrália, onde crescem em grupos esparsos ou, por vezes, formam grandes colônias, em bosques, áreas reflorestadas, ou de vegetação arbustiva,charnecas, e afloramentos de granito, em áreas de solo bem drenado mas ocasionalmente em áreas sazonalmente alagadiças. Pertence a um grupo de cerca de quarenta espécies, tratadas por David Jones como Alliance Clubbed Spider do gênero Arachnorchis, que distingue-se dos outros grupos de Caladenia por apresentar diferente tipo de pubescência nas folhas e inflorescências, por suas flores grandes, de sépalas e pétalas atenuadas, longas, com verrugas clavadas na extremidade, labelo pendurado firmemente com dentes marginais do labelo curtos, com evidentes espessamentos apicais clavados; e células osmofóricas especializadas. São plantas com uma única folha basal pubescente com marcas proeminentes púrpura perto da base, e uma inflorescência rija, fina e densamente pubescente, com uma ou poucas flores, que vagamente lembram uma aranha, muito estreitas, caudadas, e bem esparramadas, normalmente pendentes. Em conjunto formam grupo bem vistoso  quando sua floração é estimulada por incêndios de verão.

## Publicação e sinônimos
- Caladenia leptoclavia D.L.Jones, Austral. Orchid Res. 2: 27 (1991).

Sinônimos homotípicos:
- Arachnorchis leptoclavia (D.L.Jones) D.L.Jones & M.A.Clem., Orchadian 13: 395 (2001).
- Calonema leptoclavium (D.L.Jones) Szlach., Polish Bot. J. 46: 18 (2001).
- Calonemorchis leptoclavia (D.L.Jones) Szlach., Polish Bot. J. 46: 140 (2001).